# جاسيندا باركلي
جاسيندا باركلي (18 فبراير 1991 - 12 أكتوبر 2020)، رياضية أسترالية لعبت البيسبول وكرة القدم الأمريكية وكرة القدم الأسترالية على مستويات عالية. مثلت المنتخب الأسترالي في خمس نهائيات لكأس العالم للبيسبول للسيدات ولعبت كرة قدم احترافية لفريق شيكاغو بليس في دوري الأساطير لكرة القدم وجريتر ويسترن سيدني في دوري كرة القدم الأمريكية للسيدات (AFLW). نقلاً عن نجاحها في العديد من الألعاب الرياضية، أطلقت صحيفة سيدني مورنينغ هيرالد على باركلي لقب "سوني بيل ويليامز للرياضة النسائية" في عام 2016.

## المهنة

### البيسبول
أمضت باركلي مسيرتها المهنية في لعبة البيسبول في فرق الأولاد. كانت لاعبة بذراعها اليمنى، وقد ظهرت لأول مرة على مستوى الولاية مع منتخب أستراليا الغربية في سن 15 عامًا (في البطولة الوطنية لعام 2006)، وفي العام التالي ضمت إلى منتخب أستراليا لكرة القاعدة للسيدات لأول مرة. مثلت باركلي المنتخب الأسترالي (الزمرد) في كأس العالم 2008 باليابان وهي في السابعة عشرة من عمرها. فازت بالميدالية الفضية في كأس العالم 2010 بفنزويلا، ولعبت في ثلاث كؤوس عالم أخرى (كندا 2012، اليابان 2014، وكوريا الجنوبية 2016).

### كرة القدم الأمريكية
بدأت باركلي بلعب كرة القدم الأمريكية في عام 2012، أثناء إقامته في شيكاغو. إحبطت محاولاتها الأولية للفوز بعقد في دوري أساطير كرة القدم بسبب حالة التأشيرة الخاصة بها. وقعت باركلي لاحقًا مع نيو ساوث ويلز الطفرة للموسم الافتتاحي 2013-14 من دوري ليجندز لكرة القدم (الموسم الوحيد للمسابقة حتى الآن). لعبت دور لاعب الوسط، وقادت فريقها إلى اللقب وفازت بجائزة أفضل لاعبة هجومية في الدوري. في عام 2016، اكتشفت باركلي من قبل نادي شيكاغو بليس في مسابقة LFL الرئيسية في الولايات المتحدة. فازت بالبطولة في موسمها الأول.

### قواعد كرة القدم الأسترالية
بدأت باركلي بلعب كرة القدم الأسترالية في سن الثانية عشرة، رغم أنها تخلت عنها لفترة من أجل التركيز على لعبة البيسبول. على مستوى الهواة، لعبت لفترات مع مناطق سوان في دوري غرب أستراليا لكرة القدم للسيدات (WAWFL) وفريق الراي اللساع في الضواحي الشرقية لجامعة نيو ساوث ويلز في مسابقة دوري كرة القدم الأمريكية للسيدات في سيدني. مثلت باركلي كلا من أستراليا الغربية ونيو ساوث ويلز/ACT في بطولة AFL الوطنية للسيدات. تمت صياغتها إلى منطقة غرب سيدني الكبرى مع الاختيار رقم 65 بشكل عام في مسودة AFL للسيدات لعام 2016، وظهرت لأول مرة مع النادي في الجولة الأولى من موسم 2017، ضد أديلايد في ثيبارتون أوفال.
بعد لعب ست مباريات في عام 2017، وقعت باركلي لموسم 2018 مع جريتر ويسترن سيدني خلال فترة التجارة في مايو 2017.

#### إحصائيات الدوري الأسترالي الوطني شبه المحترف لكرة القدم الأسترالية للسيدات
| الموسم | البطولة                                                           | الفريق                  | رقم | الألعاب |
| ------ | ----------------------------------------------------------------- | ----------------------- | --- | ------- |
| 2017   | الدوري الأسترالي الوطني شبه المحترف لكرة القدم الأسترالية للسيدات | عمالقة غرب سيدني الكبرى | 34  | 6       |
| 2018   | الدوري الأسترالي الوطني شبه المحترف لكرة القدم الأسترالية للسيدات | عمالقة غرب سيدني الكبرى | 34  | 7       |
| 2019   | الدوري الأسترالي الوطني شبه المحترف لكرة القدم الأسترالية للسيدات | عمالقة غرب سيدني الكبرى | 34  | 5       |
| 2020   | الدوري الأسترالي الوطني شبه المحترف لكرة القدم الأسترالية للسيدات | عمالقة غرب سيدني الكبرى | 34  | 5       |
| المهنة | المهنة                                                            | المهنة                  |     |         |

## الحياة الشخصية والموت
في عام 2016، كانت باركلي يعمل في مجال الغوص الاحترافي كمساعد فني دعم الحياة وكان يطمح إلى أن يصبح طبيبًا نفسيًا رياضيًا. عثر على باركلي ميتة في منزلها في بيرث في 12 أكتوبر 2020. وكان من الواضح أن وفاتها كانت انتحارًا.
كانت باركلي أول رياضية في أستراليا تتبرع بدماغها إلى بنك الدماغ الرياضي الأسترالي. وكشف الباحثون عن تدهور عصبي في المادة البيضاء الدماغية، على غرار ذلك الموجود في أدمغة لاعبي كرة القدم الأمريكية السابقين. يُعتقد أن الضرر من هذا النوع هو نتيجة لإصابات متعددة في الرأس من الرياضات التي تتطلب الاحتكاك الجسدي ويرتبط بزيادة خطر الانتحار، ويُعرف أيضًا باسم اعتلال دماغي رضحي مزمن.
في أبريل 2021، أجرت عائلة باركلي وأصدقاؤها مقابلة مع صحيفة الغارديان حول حياتها ووفاتها. تُذكر باركلي كشخصية قوية وطموحة في مجال الرياضة النسائية، كما كانت تشعر بالأسى بسبب اختلاف جداول الأجور والتقدير الممنوح للرياضيين من الذكور والإناث. باركلي، التي قيل لها إنها كانت ستكسب بسهولة 200 ألف دولار سنويًا كرياضية، حصلت على 23059 دولارًا في عام 2020 كلاعبة من المستوى الثاني في فريق جريتر ويسترن سيدني جاينتس للسيدات. إن كفاحها من أجل النجاح في عمل تجاري ذو سقف أدنى بكثير للنساء من الرجال، بالإضافة إلى صدمة رأسها، كان عاملاً في وفاتها من قبل المقربين منها.